# Соколи за свободата на Кюрдистан
Соколи за свободата на Кюрдистан (ТАК) (на кюрдски: Teyrêbazên Azadiya Kurdistan; на турски: Kürdistan Özgürlük Şahinleri) е кюрдска националистическа групировка в Турция, бореща се за независима кюрдска държава в Източна и Югоизточна Турция.

## История
Групата е създадена от отцепници от Кюрдската работническа партия (ПКК) в открито несъгласие с готовността на ПКК да се правят компромиси с турската държава. Анализаторите спорят за това дали двете групи в действителност са свързани.
Групата действа за първи път през август 2004 г., само няколко седмици след като ПКК отменя примирието от 1999 г., поемайки отговорност за две хотелски атаки в Истанбул. От тогава ТАК следва стратегия на ескалация, извършване на многобройни бомбени нападения в цяла Турция, с акцент върху западната и централната част на страната, включително туристическите райони в Истанбул, Анкара, и южните средиземноморски курорти. ТАК също поема отговорност за атентата от февруари 2016 г. в Анкара, при който загиват най-малко 28 души и атентата през март 2016 г. в същия град, при който загиват още 37 души.

## Нападения
- 10 юли 2005 г. – 20 души са ранени, когато бомба избухва в Чешме, крайбрежен курортен град.
- По-малко от седмица по-късно, пет души са убити и повече от дузина ранени, след като автобус е взривен в морския курорт Кушадасъ.[7][8] Групата използва тероризма да обезкуражи туризма в Турция като атакува цели, като например хотели и банкомати. ТАК твърди, че няма желание да убива чужденци, но желае да отреже туризма като ключов източник на приходи за турското правителство.[9][10]
- На 5 април 2006 г. групата поема отговорност за атака срещу областен офис на Партията на справедливостта и развитието в Истанбул.[11]
- През март същата година, един човек е убит и тринадесет ранени, когато ТАК детонира бомба близо до автобусна спирка в Истанбул.
- На 28 август 2006 г., Соколи за свободата на Кюрдистан нападат района на курортната част на Мармарис с три експлозии, най-малко две от тях, които бомби са скрити в кофи за боклук. В курортния град Анталия, 20 са ранени, когато друга експлозия избухва и трима са убити. Последната бомба е взривена в Истанбул, където са ранени повече от 20 души. Сайтът на групировката твърди, че атаките са отмъщение за лишаването от свобода на Абдула Йоджалан, един от ръководителите на кюрдското националистическо движение.[12]
- На 30 август 2006 г., град Мерсин е атакуван чрез бомба, поставена в контейнер за боклук, един човек е пострадал.[13]
- През юни 2010 г. е взривен военен автобус в Истанбул, при което загиват четирима души, включително 3 войници[14] и 17-годишно момиче. Това е наречено от наблюдателите като „възобновяване на партизанската война“, която „води до окончателен край на неофициалното примирие между ПКК и правителството, което миналата година стартира инициатива за даване на по-големи граждански права на кюрдите.“
- На 31 октомври 2010 г., атентатор-самоубиец се взривява на площад Таксим в Истанбул, ранявайки 32 души, 15 от които са полицаи.[15] Смята се, че извършител е ТАК, които не поемат отговорност.[16]
- 20 септември 2011 г. – 3 души загиват, а 34 са ранени при бомбен атентат в Анкара. ТАК поема отговорността.[17]
- На 23 декември 2015 г. Международно летище Сабиха Гьокчен в Истанбул е нападнато.[18]
- 17 февруари 2016 г. са взривени военни автобуси в Анкара, убивайки 28 турски военнослужещи и 1 цивилен.[19][20][21][22][23] Групировката поема отговорност два дни по-късно, на 19 на февруари.[24][25][26]
- На 13 март 2016 г., кола-бомба в квартал Кизилей на Анкара убива 37 и ранява повече от 120. ТАК поема отговорността за нападението на 17 март.[27]
- На 27 април 2016 г. атентатор самоубиец се взривява в северозападния град Бурса, оставяйки тринадесет души ранени. ТАК поема отговорност за атаката на 1 май 2016 г.[28]
- На 7 юни 2016 г. бомба насочена срещу полицейски автобус в Истанбул е взривена, убивайки седем полицаи и четирима цивилни. ТАК поема отговорността, като предупреждава туристите, че Турция вече няма да бъде безопасна дестинация.[29]

## Определена като терористична група
Правителството на САЩ смята групата за терористична организация, както и Обединеното кралство. Въпреки това ООН, Китай, Индия и Русия не считат ТАК като терористична организация.
Турция определя ТАК като част от ПКК и не ги посочва отделно. Организацията не е в списъка сред 12-те активни терористични организации в Турция според борбата с тероризма и оперативните звена на Главна дирекция за сигурност (Турската полиция).
Организацията на обединените нации, Русия, Китай, Египет и Европейския съюз не смятат ТАК за терористична организация.